# Misumenops cruentatus
Misumenops cruentatus là một loài nhện trong họ Thomisidae.
Loài này thuộc chi Misumenops. Misumenops cruentatus được Charles Athanase Walckenaer miêu tả năm 1837.